# Jan van Coninxloo il Vecchio
Jan van Coninxloo (Bruxelles, 1489 – ...) è stato un pittore fiammingo.

## Biografia

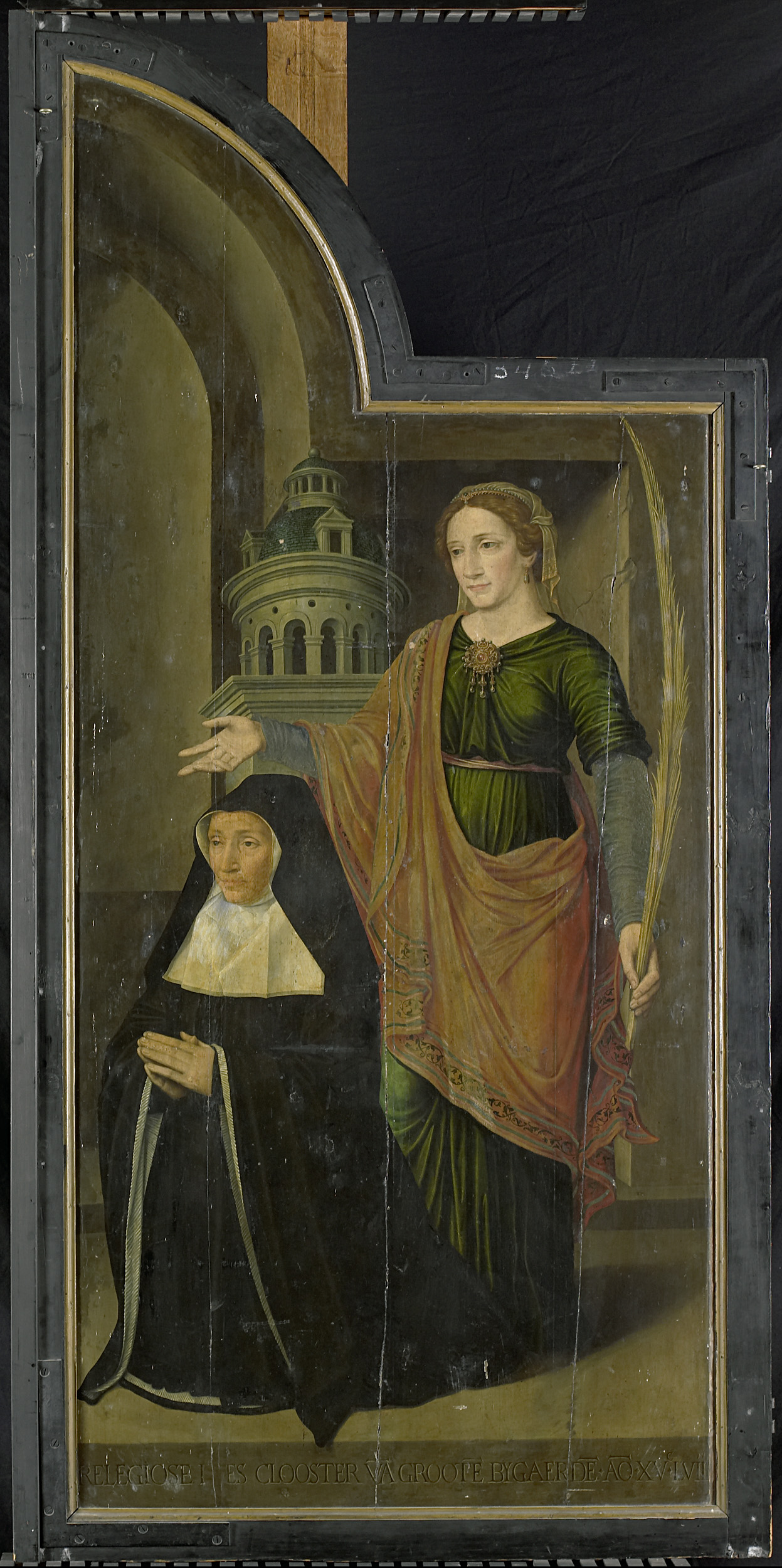
Rijksmuseum, Amsterdam

Fu parente e amico di Bernard van Orley. Molti membri della sua famiglia operarono a Bruxelles nella prima metà del XVI secolo e sembra che Jan sia stato il più produttivo.
I suoi dipinti, spesso arcaizzanti, firmati e monogrammati, recano le date di questo periodo: così la Circoncisione e l'Addio di Cristo alla Madre del Museo di Belle Arti di Rouen, la Natività e il Trittico di sant'Anna dei Musei reali dell'arte e della storia di Bruxelles.